# Zahrebellea, Ciornuhî
Zahrebellea (în ucraineană Загребелля) este un sat în comuna Melehî din raionul Ciornuhî, regiunea Poltava, Ucraina.

## Demografie
Componența lingvistică a localității Zahrebellea
     Ucraineană (98,91%)
     Rusă (1,09%)
Conform recensământului din 2001, majoritatea populației localității Zahrebellea era vorbitoare de ucraineană (98,91%), existând în minoritate și vorbitori de rusă (1,09%).